# Weberstraße 2 (Merkendorf)
Das ehemalige Handwerkerhaus Weberstraße 2 ist ein schmaler zweigeschossiger Satteldachbau in Ecklage in der Weberstraße 2 der Stadt Merkendorf im Fränkischen Seenland (Mittelfranken) und steht unter Denkmalschutz.

## Bau
Das ehemalige Handwerkerhaus wurde um 1800 errichtet und besitzt eine einfache Putzgliederung.